# Fabienne Landy
Pour les articles homonymes, voir Landy.
Fabienne Landy, née le 18 avril 1921 à Villefranche-sur-Cher (Loir-et-Cher), exécutée le 4 mars 1943 à Auschwitz est une résistante française.

## Biographie

### Jeunes années
Fabienne Landy naît le 18 avril 1921 à Villefranche-sur-Cher. Sa famille arrive à Saint-Pierre-des-Corps en 1931, car son père est employé des chemins de fer de la Compagnie d’Orléans. Elle obtient un brevet commercial. Parallèlement elle se rapproche des mouvements communistes : elle rejoint les Jeunesses communiste d’Indre-et-Loire à l’âge de seize ans. Elle en gravit les échelons : en 1937, elle rejoint la direction départementale et, en 1938, elle obtient la responsabilité du secrétariat départemental de l’Union des Jeunes filles de France. Elle exerce son métier de sténo-dactylo à la Fédération du Parti communiste.

### Activités pendant l'occupation
Sous l’Occupation, elle devient résistante au sein du Front national. Elle continue son travail de dactylo dans la clandestinité, ce qui lui permet d'aider et de concevoir des tracts et des journaux clandestins, notamment pour le Front national et les FTP (Francs Tireurs Partisans). Elle est arrêtée le 23 juillet 1942 chez ses parents, à Saint-Pierre-des-Corps. Après un séjour à la prison de Tours puis au fort de Romainville, elle est déportée le 24 janvier 1943 à Auschwitz. Elle fait partie du convoi des 31000, sous le matricule 31784.
Atteinte de diarrhée, elle est admise à l'infirmerie du camp des hommes de Birkenau, où sont pratiquées des expériences. Là, un médecin SS prétend détecter une pemphigus puis lui administre une piqûre intracardiaque de formol qui la tue. Ses parents apprennent sa mort en 1945, par une autre résistante et déportée, Hélène Fournier.

## Hommages
Dans la ville de Saint Pierre des Corps, une rue et une école primaire portent son nom. Une plaque commémorative a également été apposée sur la maison de son enfance.

## Distinction
- Médaille de la Résistance française à titre posthume (décret du 29 avril 1953).

## Biblioraphie
- Sylvie Pouliquen, Femmes de l'ombre en Touraine, Monts, PBCO, 2015, 176 p. (ISBN 978-2-35042-050-9), p. 66-70